# Perole
Perole es una ciudad censal situada en el distrito de Kasaragod en el estado de Kerala (India). Su población es de 14965 habitantes (2011). Se encuentra a 42 km de Kasaragod.

## Demografía
Según el censo de 2011 la población de Perole era de 14965 habitantes, de los cuales 7125 eran hombres y 7840 eran mujeres. Perole tiene una tasa media de alfabetización del 91,86%, inferior a la media estatal del 94%: la alfabetización masculina es del 96,30%, y la alfabetización femenina del 97,91%.